# Queiroz
Queiroz este un oraș în São Paulo (SP), Brazilia.